# Waddell & Reed
Waddell & Reed Financial, Inc. fue una compañía estadounidense de gestión de activos y planificación financiera fundada en 1937 en Kansas City, Missouri. Fue una empresa de capital abierto que cotizó en la Bolsa de Nueva York desde 1998 hasta 2021, tuvo brevemente su sede en Overland Park, Kansas y estaba planeando regresar al centro de Kansas City antes de que se vendiera la empresa. Operaba subsidiarias de distribución y gestión de activos, como Ivy Investment Management Company o Waddell & Reed Investment Management Company.
La compañía distribuía productos a través de tres canales primarios: el canal advisors (una red de personal financiero advisors en EE. UU.); el canal mayorista (brokers, inversiones registradas y fondos de jubilación); y el canal institucional (planes de pensiones, planes de beneficio industrial y dotaciones empresariales).

## Historia
La compañía se creó en septiembre de 1937. Sus fundadores fueron Chauncey Waddell y Cameron Reed. La compañía fue una de las primeras empresas autorizadas a vender fondos tras el Investment Company Act of 1940. Dos de sus fondos están entre los primeros fondos mutualistas de Estados Unidos. Continental Investment Corporation of Boston compró Waddell & Reed por $82.5 millones en 1969. Liberty National Insurance Holding Company, más tarde rebautizada Torchmark Corporation la adquirió por $160 millones en 1981. En 1998 Torchmark vendió la compañía.

### Cronología reciente
- 2010 El día 6 de mayo la Bolsa de Nueva York cayó en pocos minutos un 10%. El detonante del crash bursátil fue una operación de Waddell & Reed Financial que vendió sin previo aviso 75.000 contratos de futuros sobre el índice S&P 500.[5]

- 2012 En junio, Wadell & Reed se hace con al menos un 20,9% de la compañía de Fórmula 1 de Bernie Ecclestone, con un valor de mercado de $9 100 millones de dólares.[6]
- 2013 En marzo, Thomson Reuters hace público que Waddell & Reed es uno de los dos tenedores individuales más importantes de acciones preferenciales de Volkswagen AG, con 6.85 millones de títulos.[7]
- 2016 En febrero, Wadell & Reed anuncian la compra al menos un 8,2% de la compañía española Abengoa, en graves problemas financieros.[8]